# Associação Atlética Coruripe
L'Associação Atlética Coruripe, noto anche semplicemente come Coruripe, è una società calcistica brasiliana con sede nella città di Coruripe, nello stato dell'Alagoas.

## Storia
Il 1º marzo 2003, l'Associação Atlética Coruripe è stato fondato.
Nel 2003, il club ha vinto il suo primo titolo, il Campeonato Alagoano Segunda Divisão, dopo aver battuto il Sete de Setembro 3-1, all'Estádio Gerson Amaral. Il Coruripe ottenne così la promozione nella massima divisione statale dell'anno successivo
Nel 2004, il club è stato finalista del Campionato Alagoano. In finale il club è stato battuto dal Corinthians Alagoano. Il 5 maggio, il Coruripe ha vinto l'andata 3-2, ma il 9 maggio il club ha perso 2-0. Il club ha partecipato al Campeonato Brasileiro Série C per la prima volta nello stesso anno. Il Coruripe, tuttavia, ha terminato al terzo posto, dove è stato eliminato alla prima fase. Il club terminò davanti al Corinthians Alagoano, ma dietro al Porto-PE e all'Itacuruba.
Nel 2005, il club è stato di nuovo finalista del Campionato Alagoano. Il club è stato battuto dall'ASA, che ha vinto entrambe le fasi della competizione (la prima fase, chiamata Copa Maceió, e la seconda fase, chiamata Copa Alagoas). Il Coruripe ha anche partecipato alla Coppa del Brasile nello stesso anno. Tuttavia, il club è stato eliminato al primo turno dal Fortaleza. Il Coruripe ha anche partecipato al Campeonato Brasileiro Série C nello stesso anno. Il club ha raggiunto la terza fase della competizione. Nella prima fase, il club ha terminato al primo posto, davanti all'América-RN, al Nacional de Patos, e al Vitória-PE. Nella seconda fase, il Coruripe ha battuto l'Icasa. Nella terza fase è stato eliminato dall'América-RN.
Nel 2006, il Coruripe ha vinto il Campionato Alagoano. In finale il club ha battuto il CSA. Il club ha vinto all'andata 1-0, ma ha perso 1-0 al ritorno. Ai calci di rigore il club ha vinto 6-5. Nello stesso anno, il club ha partecipato di nuovo al Campeonato Brasileiro Série C, dove ha raggiunto la seconda fase. Nel 2007, il club ha vinto di nuovo il campionato statale, partecipando anche alla Coppa del Brasile, dove è stato eliminato al primo turno, e al Campeonato Brasileiro Série C, dove ha raggiunto la terza fase. Nel 2008, il Coruripe è stato di nuovo eliminato al primo turno di Coppa del Brasile.

## Palmarès

### Competizioni statali
- Campionato Alagoano: 3

2006, 2007, 2014
- Campeonato Alagoano Segunda Divisão: 2

2003, 2022
- Copa Alagoas: 2

2005, 2007

### Altri piazzamenti
- Campionato Alagoano:

Secondo posto: 2004-2005